# Gare de Rosny-sur-Seine
Gare de Rosny-sur-Seine vasútállomás Franciaországban, Rosny-sur-Seine településen.

## Vasútvonalak
Az állomást az alábbi vasútvonalak érintik:
- Párizs–Le Havre-vasútvonal

## Kapcsolódó állomások
A vasútállomáshoz az alábbi állomások vannak a legközelebb:
- Gare de Bonnières (Gare de Vernon, Transilien J vonal)
- Gare de Mantes-la-Jolie (Paris Gare Saint-Lazare, Transilien J vonal)